# Эстетика Семира Зеки
Эстетика Семира Зеки — это взгляды британского нейробиолога Семира Зеки (англ. Semir Zeki) относительно такой философской дисциплины, как эстетика.

## Взгляд на архитектуру
Красота в архитектуре: Не роскошь, а необходимость — (англ. Beauty in Architecture: Not a Luxury‐Only a Necessity) статья Семира Зеки, опубликованная в 2019 году в журнале Architectural Design, в которой изложены взгляды автора на красоту в архитектуре.
В данной статье автор задаётся вопросом о том, каким является опыт восприятия и оценки красоты — объективным или субъективным? Он пытается опровергнуть представление о том, что опыт красоты, как это кажется на первый взгляд, качественно отличен от опыта, например, тепла и холода. Он приводит данные научных исследований о строении и функционировании нашего мозга, чтобы показать, что восприятие красивых объектов непосредственно связано с чувством вознаграждения, удовольствия, а также с принятием решений. Зеки обращается к термину Клайва Белла «эстетическая эмоция», чтобы проиллюстрировать им нашу врождённую способность к восприятию красоты. Этой врождённой способностью он объясняет тот факт, что основой многих архитектурных проектов являются черты природных объектов, а также тот факт, что в своём большинстве все люди имеют более менее одинаковое представление о том, что красиво, а что безобразно. Подводя итог, автор ещё раз акцентирует внимание на важности связи красоты и мозга человека, и говорит, что именно красота должна быть решающим фактором архитектурного дизайна.
«Может ли красота в архитектуре питать эмоциональную часть мозга человека? Семир Зеки, профессор нейроэстетики Университетского колледжа Лондона, утверждает, что да. Более того, он предполагает, что этим свойством должны обладать все архитектурные строения, и что все люди, несмотря на их культурные различия, способны распознать эту красоту. Восприятие красоты, где бы она ни была, заложено в нашем мозгу.»

### Введение
Красоту, как и сознание, сложно определить. Но, как и у сознания, у неё есть две характеристики, с которыми согласны большинство, если не все, — что все люди способны испытать опыт красоты и что это в высшей степени субъективный опыт. Последняя характеристика особенно интересна. Существует пословица, восходящая к римским временам, которая ясно отражает смысл этой характеристики: «De gustibus et coloribus non est disputandum» (lat. в вопросах вкуса и цвета не может быть спора). Это короткая поговорка, с одной стороны, служит тому, чтобы подавить все дискуссии о вкусах, а с другой, является защитным щитом для всех тех, кто сознательно или неосознанно жертвует красотой ради других целей. Кроме того, она не выдерживает критики.

### Субъективное и объективное
В самом деле, субъективное и объективное имеют значение только по отношению к внешнему наблюдателю, который может увидеть, что, когда людей разного этнического происхождением и разной культурной принадлежности просят, например, сказать, горячий тот или иной объект или холодный, между ними будет почти всеобщее согласие, что делает восприятие тепла явно объективным. Однако когда одних и тех же людей просят оценить красоту картины или здания, обнаруживаются широкие различия, что неизбежно приводит внешнего наблюдателя к выводу, что восприятие красоты субъективно. Но эта классификация верна только по отношению к внешнему наблюдателю. Для испытывающего какой-либо опыт человека все его переживания объективны и обусловлены организацией и функционированием его мозга. В значительной степени эта организация одинакова у всех людей. Этот решающий факт обычно не признается, потому что, особенно в вопросах вкуса, основное внимание уделяется различиям. Но сходство в основах организации мозга у людей разных рас и культурного происхождения поднимает фундаментальный вопрос о том, в какой степени человек может предположить, что его или ее опыт подобен или идентичен опыту других, может ли внешний наблюдатель когда-либо обнаружить какое-либо единодушие в вопросах вкуса и красоты.

### Единодушие в вопросах вкуса
Английский искусствовед Клайв Белл хорошо, хотя и косвенно, сформулировал вопрос для научных экспериментов, хотя научные эксперименты были последним, что он имел в виду. В своей книге «Искусство» 1914 года Белл (отождествляющий искусство и красоту) писал, что «существует особый вид эмоций, вызываемых произведениями изобразительного искусства… эстетические эмоции» и что эти эмоции пробуждаются «любым видом изобразительного искусства» (включая архитектуру), потому что «все произведения искусства [должны иметь] какое-то общее качество»; открытие этого «общего качества» приведет нас, полагал Белл, к решению «того, что я считаю центральной проблемой эстетики».
На самом деле такое общее качество или, скорее, характеристика была обнаружена, хотя и только в нейробиологическом контексте. Вкратце можно сказать, что переживание красоты, независимо от того, является ли его источник сенсорным, [то есть относящимся к физическим ощущениям], происходит ли оно от радости или печали, является ли оно моральным или высококогнитивным (математическим), коррелирует с повышенной нервной активностью в определенной части эмоционального мозга, поле А1. медиальной орбитофронтальной коры (A1mOFC), активность которой пропорциональна заявленной интенсивности эстетического переживания.
(Это не означает, что стимулы, воспринимаемые как красивые, но имеющие разные источники, активируют только A1mOFC; разные сенсорные стимулы активируют разные области мозга, но A1mOFC — это общая область, активность в которой коррелирует с ощущением красоты независимо от источника.) Таким образом, опыт красоты действительно может быть измерен. Это может быть общим фактором, который Белл тщетно искал; ответом, который, как он воображал, решит «центральную проблему эстетики». Если так, то он дает ответ только в контексте нейробиологии. Но ответ несет в себе важную связь, потому что активность в той же части мозга также коррелирует с переживанием удовольствия, вознаграждения, принятием решений и переживанием желания.
Эта связь обеспечивает общую нейронную основу для всех четырех связанных переживаний и действует как указатель на восприятие красоты как фактора, влияющего на принятие решений.

### Красота как руководство к дизайну
Математики и физики подчеркивают важность красоты, которая направляет их к точности формулировок и, таким образом, к постижению истин о нашей Вселенной до того, как они будут продемонстрированы экспериментально.
Может ли красота направлять и архитекторов в их проектах? В конце концов, архитектор способен, как и все остальные, переживать момент «ага!», когда в процессе разработки проект начинает восприниматься как красивый. Поскольку красота является объективным опытом для переживающего индивидуума, обмануть себя в этом отношении становится почти невозможно, если, конечно, нет других факторов, заложниками которых становится красота — таких как социальные или финансовые ограничения или требования властей, как это иногда случалось в истории. В своем эссе Белл предупреждал, что такие внешние факторы, будь они рациональными или нет, являются врагами «эстетической эмоции»; Важно то, «что остается позади, когда мы очищаем вещь от всех ее связей, от её значения как средства».
Глядя на отвратительную архитектуру, искажающую большую часть послевоенного центра Лондона или пригородов Парижа, становится очевидным, что действительно существуют соображения, ради которых красота обычно приносится в жертву и которые служат плохую службу питанию тех частей мозга, деятельность которых коррелирует с удовольствием, вознаграждением и, прежде всего, красотой. Применительно к архитектурным творениям это означает, что существует или по крайней мере должен существовать некий общий руководящий элемент. Этот панкультурный, диктующий восприятие архитектурной красоты элемент, своего рода sensus communis, позволил бы архитектору предположить, что то, что он или она считает прекрасным, имело бы всеобщее, или почти всеобщее одобрение среди людей. Но как такое возможно, если, как принято считать, красота полностью субъективна? Ответ заключается в том, что даже для стороннего наблюдателя восприятие красоты не столь субъективно, как многие полагают. В особенности это относится к опыту биологической красоты, одной из двух категорий, на которые можно подразделить опыт (в том числе и красоты); второй является искусственная.
Биологическая категория простирается от цвета, который (как показывает приведенная выше римская пословица) часто считается субъективным опытом, до восприятия человеческих лиц и тел, природных пейзажей, и до математической красоты; искусственная категория включает искусственные предметы материальной культуры, такие как машины, автомобили, самолеты и, конечно же, здания. В целом можно сказать, что восприятие объёктов биологической категории сопряжён с унаследованными концептами мышления, которые в значительной степени одинаковы для людей разных культур и, таким образом, приводят к сходным переживаниям, в то время как опыт восприятия объектов искусственной категории связан с приобретёнными концептами мышления и, следовательно, не только зависит культуры и обучения, но и меняется в течение жизни даже одного человека, что приводит к более разнообразному опыту.
На самом деле, между людьми, принадлежащими к разным этническим и культурным группам, существует очень мало различий в восприятии цвета, что представляет собой один из самых ярких примеров переживаний, основанных на унаследованных концептах мышления. Хроматические сигналы передаются через унаследованные программы мозга, которые генерируют цвета почти одинаково у всех людей. Таким образом, опыт «цветовых категорий» (в отличие от оттенков или тонов цвета) очень объективен даже для стороннего наблюдателя, а не субъективен, как следует из римской пословицы. Это также верно, хотя и в меньшей степени, для опыта математической красоты, который я отношу к биологической категории, поскольку он должен подчиняться логическим дедуктивным правилам мозга, общим для всех людей, независимо от культурных и этнических различий.

### Унаследованные концепты мышления как определяющие факторы красоты
Математические отношения могут также содержать, по крайней мере, частичный ключ к восприятию красоты лица и тела, где то, что мы можем условно назвать математическими принципами — симметрии, баланса и точного соотношения частей друг к другу — должно соблюдаться, чтобы лицо воспринималось как красивое. В своем «Каноне» древнегреческий скульптор Поликлет провозгласил, и многие с тех пор с ним согласились, что совершенное человеческое тело (такое, как тело его Дорифора) может быть построено в соответствии со строгими математическими критериями. Такие базовые характеристики, лежащие в основе человеческой красоты могут быть панкультурными потому, что, я полагаю, может существовать унаследованный шаблон мышления, который диктует минимальные требования, необходимые для оценки — или восприятия — лица или тела как красивых. В самом деле, когда Фрэнсис Бэкон заявил, что целью его живописи является вызов «визуального шока», он сделал это именно тем, что изуродовал и деформировал эти характеристики лица или тела — пропорции, симметрию и [геометрические] отношения; он редко, если вообще когда-либо, обезображивал или уродовал такие предметы, как стулья, столы или автомобили, которые относятся к категории искусственного.

### Классификация архитектурной красоты
Это поднимает вопрос о том, к какой категории принадлежит архитектурная красота и в какой степени архитектор может разумно предположить, что то, что он или она считает красивым дизайном, будет иметь всеобщее одобрение в том смысле, что другие также воспримут этот архитектурный замысел как красивый. Нашему стороннему наблюдателю, как я полагаю, было бы трудно достичь единодушия среди людей разных рас и культур в определении зданий как красивых, и, таким образом, он пришел бы к предположению, что архитектурная красота действительно субъективна. В схеме переживаний, которую я предложил, архитектурная красота попадает в категорию искусственного, потому что не существует унаследованного мозгом представления о здании, не говоря уже о красивом здании. Но ситуация сложнее, чем можно предположить из этого строгого подразделения. К моменту, когда мы стали проектировать такие искусственные предметы, как здания, мы уже изучили природу, и было бы удивительно, если бы что-то из этого биологического опыта не просочилось в наши продукты искусственного опыта. Действительно, римский архитектор Витрувий (для которого красота, или Венуста, составляла один из трех элементов витрувианской триады архитектуры) подчеркивал, что красота в архитектуре имеет своим источником созерцание мира природы, включая человеческое тело. Это может расширить принцип парейдолии (состояние, при котором мы воспринимаем знакомый шаблон — например, лицо — в объекте, где такого шаблона не существует), потому что здесь архитектор начинает восприниматься как бессознательно внедряющий в архитектурный дизайн свойства, происходящие от более биологических восприятий, таких как лица, тела или пейзажи. Действительно, можно найти множество архитектурных проектов, вдохновленных или напоминающих человеческие тела или их части. Поэтому разумно предположить, что архитектурный дизайн в значительной мере соотносится с биологической красотой, зависящей от унаследованных концептов мышления, при условии, что он не подчиняется другим требованиям, как подробно описано выше. Поэтому я предполагаю, хотя и не могу быть в этом уверен, что если бы наш сторонний наблюдатель был вынужден провести эксперимент, он обнаружил бы, что, хотя единодушие не так отчётливо, как в классификации цветов, в классификации зданий как красивых его всё же больше, чем обычно предполагается; следовательно, даже в области архитектуры красота не так субъективна, как может показаться на первый взгляд. Хотя в архитектурном дизайне учитывается множество соображений, универсальность архитектурной красоты, вероятно, заключается в удовлетворении унаследованных мозгом представлений о пропорциях, гармонии и геометрических соотношениях, которые более формально выражены в математических терминах.
Подводя итог, мы можем вспомнить одно из самых известных определений красоты, а именно — определение Эдмунда Берка, который писал: «Красота — это, по большей части, некоторое качество тел, механически воздействующее на человеческий разум посредством вмешательства чувства». Обратите внимание, что две трети этого определения основаны на мозге, если «разум» признаётся результатом мозговой деятельности. «Качество» тел само по себе также иногда сильно зависит от свойств, для которых мозг унаследовал шаблоны, определяющие минимальные требования, которые должны быть удовлетворены, чтобы объект или дизайн воспринимались как красивые. В нашей повседневной деятельности мы ищем и стремимся удовлетворить это качество; Проще говоря, мы ищем прекрасное, чтобы задействовать эмоциональный мозг, поскольку с нейробиологической точки зрения все области мозга должны постоянно задействоваться так, чтобы это соответствовало их специфическим функциям. Опыт удовольствия, вознаграждения и желания занимает центральное место в деятельности эмоционального мозга и, в частности, в поле А1 mOFC. Если учесть, что принятие решений также связано с той или иной деятельностью, неизбежно напрашивается вывод о том, что красота должна быть определяющей характеристикой во всех проектах, направленных на улучшение человеческого опыта. Следовательно, какие бы требования ни предъявлялись к архитектурному дизайну, красота должна быть его центральным элементом. Его восприятие способствует укреплению здоровья отдельных лиц и, таким образом, благополучию общества. Это не роскошь, а необходимая составляющая для питания эмоционального мозга.